# Kusa Vrana
Kusa Vrana (cyr. Куса Врана) – wieś w Serbii, w okręgu pirockim, w gminie Dimitrovgrad. W 2011 roku liczyła 80 mieszkańców.